# Sir Safety Umbria Volley Perugia 2018-2019
Questa voce raccoglie le informazioni riguardanti la Sir Safety Umbria Volley Perugia nelle competizioni ufficiali della stagione 2018-2019.

## Organigramma societario
Area direttiva
- Presidente: Gino Sirci
- Vicepresidente: Maurizio Sensi
- Segreteria generale: Rosanna Rosati
- Direttore generale: Benedetto Rizzuto

Area organizzativa
- Direttore tecnico: Stefano Recine
- Responsabile tecnico: Goran Vujević
- Dirigente: Egeo Baldassarri
- Logistica: Piero Bizzarri
- Responsabile CEV: Francesco Allegrucci

Area tecnica
- Allenatore: Lorenzo Bernardi
- Allenatore in seconda: Massimo Caponeri, Carmine Fontana
- Scout man: Gianluca Carloncelli, Francesco Monopoli
- Responsabile settore giovanile: Andrea Piacentini

Area comunicazione
- Ufficio stampa: Simone Camardese
- Relazioni esterne: Rosanna Rosati
- Social media manager: Francesco Biancalana
- Fotografo: Michele Benda

Area marketing
- Ufficio marketing: Maurizio Sensi
- Biglietteria: Luca Ciambrusco

Area sanitaria
- Responsabile staff medico: Auro Caraffa, Giuseppe Sabatino
- Staff medico: Marco Pellegrino, Rosario Petruccelli, Ermanno Trinchese
- Preparatore atletico: Lorenzo Barbieri
- Fisioterapista: Tommaso Brunelli Felicetti
- Massaggiatore: Emilio Giusti
- Radiologo: Massimo Bianchi
- Posturologo: Claudio Nappini
- Consulente medico: Elmo Mannarino
- Psicologo: Franco Elisei

## Rosa
| N° | Nome                    | Ruolo | Data di nascita   | Nazionalità sportiva |
| -- | ----------------------- | ----- | ----------------- | -------------------- |
| 1  | Alessandro Piccinelli   | L     | 30 gennaio 1997   | Italia               |
| 2  | Fabio Ricci             | C     | 11 luglio 1994    | Italia               |
| 3  | Nicholas Hoag           | S     | 19 maggio 1992    | Canada               |
| 4  | Sjoerd Hoogendoorn      | O     | 17 febbraio 1991  | Paesi Bassi          |
| 6  | Luca Bucciarelli        | C     | 22 gennaio 1995   | Italia               |
| 7  | Dore Della Lunga        | S     | 25 luglio 1984    | Italia               |
| 8  | Jonah Seif              | P     | 30 ottobre 1994   | Stati Uniti          |
| 9  | Wilfredo León           | S     | 31 luglio 1993    | Polonia              |
| 10 | Filippo Lanza           | S     | 3 marzo 1991      | Italia               |
| 11 | Gianluca Galassi        | C     | 24 luglio 1997    | Italia               |
| 12 | Alexander Berger        | S     | 27 settembre 1988 | Austria              |
| 13 | Massimo Colaci          | L     | 21 febbraio 1985  | Italia               |
| 14 | Aleksandar Atanasijević | O     | 4 settembre 1991  | Serbia               |
| 15 | Luciano De Cecco        | P     | 2 giugno 1988     | Argentina            |
| 18 | Marko Podraščanin       | C     | 29 agosto 1987    | Serbia               |

## Risultati

### Superlega

#### Girone di andata
| 1ª giornata - 14 ottobre 2018 PalaEvangelisti, Perugia           | Sir Safety Perugia | 3 - 0 | Top Volley Latina  | 25-18, 25-21, 25-22               |
| 2ª giornata - 20 ottobre 2018 PalaOlimpia, Verona                | BluVolley Verona   | 0 - 3 | Sir Safety Perugia | 12-25, 17-25, 18-25               |
| 3ª giornata - 28 ottobre 2018 PalaEvangelisti, Perugia           | Sir Safety Perugia | 3 - 1 | Trentino           | 17-25, 25-18, 26-24, 25-22        |
| 4ª giornata - 1º novembre 2018 PalaCivitanova, Civitanova Marche | Lube               | 0 - 3 | Sir Safety Perugia | 22-25, 16-25, 18-25               |
| 5ª giornata - 4 novembre 2018 PalaEvangelisti, Perugia           | Sir Safety Perugia | 3 - 1 | Emma Villas        | 23-25, 25-11, 30-28, 25-20        |
| 6ª giornata - 7 novembre 2018 PalaValentia, Vibo Valentia        | Callipo            | 0 - 3 | Sir Safety Perugia | 23-25, 20-25, 21-25               |
| 7ª giornata - 11 novembre 2018 PalaEvangelisti, Perugia          | Sir Safety Perugia | 3 - 1 | Modena             | 25-22, 25-22, 23-25, 25-16        |
| 8ª giornata - 18 novembre 2018 PalaFlorio, Bari                  | New Mater          | 0 - 3 | Sir Safety Perugia | 24-26, 21-25, 24-26               |
| 9ª giornata - 25 novembre 2018 PalaEvangelisti, Perugia          | Sir Safety Perugia | 2 - 3 | Milano             | 25-17, 23-25, 25-17, 20-25, 13-15 |
| 10ª giornata - 2 dicembre 2018 PalaEvangelisti, Perugia          | Sir Safety Perugia | 3 - 0 | Porto Robur Costa  | 25-11, 26-24, 25-18               |
| 11ª giornata - 9 dicembre 2018 Palasport San Lazzaro, Padova     | Padova             | 3 - 1 | Sir Safety Perugia | 25-19, 25-18, 17-25, 29-27        |
| 12ª giornata - 16 dicembre 2018 PalaCoccia, Veroli               | Argos              | 1 - 3 | Sir Safety Perugia | 25-22, 16-25, 18-25, 16-25        |
| 13ª giornata - 23 dicembre 2018 PalaEvangelisti, Perugia         | Sir Safety Perugia | 3 - 0 | Powervolley Milano | 25-20, 25-20, 25-13               |

#### Girone di ritorno
| 1ª giornata - 26 dicembre 2018 Palazzetto dello sport, Cisterna di Latina | Top Volley Latina  | 0 - 3 | Sir Safety Perugia | 17-25, 19-25, 20-25               |
| 2ª giornata - 30 dicembre 2018 PalaEvangelisti, Perugia                   | Sir Safety Perugia | 3 - 2 | BluVolley Verona   | 25-16, 21-25, 25-27, 26-24, 15-9  |
| 3ª giornata - 5 gennaio 2019 PalaTrento, Trento                           | Trentino           | 3 - 0 | Sir Safety Perugia | 25-23, 25-19, 35-33               |
| 4ª giornata - 12 gennaio 2019 PalaEvangelisti, Perugia                    | Sir Safety Perugia | 3 - 1 | Lube               | 25-23, 26-24, 18-25, 25-15        |
| 5ª giornata - 20 gennaio 2019 PalaMensSana, Siena                         | Emma Villas        | 0 - 3 | Sir Safety Perugia | 20-25, 20-25, 18-25               |
| 6ª giornata - 27 gennaio 2019 PalaEvangelisti, Perugia                    | Sir Safety Perugia | 3 - 0 | Callipo            | 25-17, 25-20, 25-20               |
| 7ª giornata - 3 febbraio 2019 PalaPanini, Modena                          | Modena             | 1 - 3 | Sir Safety Perugia | 25-23, 18-25, 20-25, 21-25        |
| 8ª giornata - 17 febbraio 2019 PalaEvangelisti, Perugia                   | Sir Safety Perugia | 3 - 0 | New Mater          | 25-22, 25-23, 25-20               |
| 9ª giornata - 24 febbraio 2019 Palazzetto dello Sport, Monza              | Milano             | 0 - 3 | Sir Safety Perugia | 22-25, 20-25, 20-25               |
| 10ª giornata - 3 marzo 2019 PalaDeAndré, Ravenna                          | Porto Robur Costa  | 0 - 3 | Sir Safety Perugia | 19-25, 23-25, 22-25               |
| 11ª giornata - 9 marzo 2019 PalaEvangelisti, Perugia                      | Sir Safety Perugia | 3 - 0 | Padova             | 25-19, 25-18, 25-22               |
| 12ª giornata - 17 marzo 2019 PalaEvangelisti, Perugia                     | Sir Safety Perugia | 3 - 1 | Argos              | 20-25, 25-21, 25-20, 25-12        |
| 13ª giornata - 24 marzo 2019 PalaPiantanida, Busto Arsizio                | Powervolley Milano | 3 - 2 | Sir Safety Perugia | 16-25, 25-22, 18-25, 25-19, 15-10 |

#### Play-off scudetto
| Quarti di finale (gara 1) - 31 marzo 2019 PalaEvangelisti, Perugia      | Sir Safety Perugia | 3 - 0 | Milano             | 31-29, 25-16, 25-11               |
| Quarti di finale (gara 2) - 7 aprile 2019 Palazzetto dello Sport, Monza | Milano             | 3 - 2 | Sir Safety Perugia | 25-17, 25-27, 25-20, 22-25, 15-12 |
| Quarti di finale (gara 3) - 13 aprile 2019 PalaEvangelisti, Perugia     | Sir Safety Perugia | 3 - 0 | Milano             | 25-22, 25-22, 25-17               |
| Semifinali (gara 1) - 16 aprile 2019 PalaEvangelisti, Perugia           | Sir Safety Perugia | 3 - 1 | Modena             | 25-15, 26-24, 21-25, 26-24        |
| Semifinali (gara 2) - 19 aprile 2019 PalaPanini, Modena                 | Modena             | 3 - 2 | Sir Safety Perugia | 19-25, 25-22, 25-22, 23-25, 15-9  |
| Semifinali (gara 3) - 22 aprile 2019 PalaEvangelisti, Perugia           | Sir Safety Perugia | 3 - 1 | Modena             | 21-25, 25-17, 27-25, 25-22        |
| Semifinali (gara 4) - 25 aprile 2019 PalaPanini, Modena                 | Modena             | 3 - 0 | Sir Safety Perugia | 25-19, 25-23, 25-17               |
| Semifinali (gara 5) - 28 aprile 2019 PalaEvangelisti, Perugia           | Sir Safety Perugia | 3 - 2 | Modena             | 19-25, 27-25, 23-25, 25-20, 15-8  |
| Finale (gara 1) - 1º maggio 2019 PalaEvangelisti, Perugia               | Sir Safety Perugia | 3 - 0 | Lube               | 25-13, 25-18, 25-18               |
| Finale (gara 2) - 5 maggio 2019 PalaCivitanova, Civitanova Marche       | Lube               | 3 - 1 | Sir Safety Perugia | 25-19, 22-25, 25-22, 25-19        |
| Finale (gara 3) - 8 maggio 2019 PalaEvangelisti, Perugia                | Sir Safety Perugia | 3 - 0 | Lube               | 25-17, 25-20, 25-18               |
| Finale (gara 4) - 11 maggio 2019 PalaCivitanova, Civitanova Marche      | Lube               | 3 - 0 | Sir Safety Perugia | 25-20, 25-21, 25-19               |
| Finale (gara 5) - 14 maggio 2019 PalaEvangelisti, Perugia               | Sir Safety Perugia | 2 - 3 | Lube               | 25-22, 25-21, 12-25, 21-25, 10-15 |

### Coppa Italia

#### Fase a eliminazione diretta
| Quarti di finale - 23 gennaio 2019 PalaEvangelisti, Perugia    | Sir Safety Perugia | 3 - 1 | Padova | 25-22, 25-19, 23-25, 25-19        |
| Semifinali - 9 febbraio 2019 Unipol Arena, Casalecchio di Reno | Sir Safety Perugia | 3 - 0 | Modena | 25-18, 28-26, 25-17               |
| Finale - 10 febbraio 2019 Unipol Arena, Casalecchio di Reno    | Sir Safety Perugia | 3 - 2 | Lube   | 21-25, 21-25, 26-24, 25-23, 15-13 |

### Supercoppa italiana

#### Fase a eliminazione diretta
| Semifinali - 6 ottobre 2018 PalaEvangelisti, Perugia      | Sir Safety Perugia | 0 - 3 | Trentino | 22-25, 21-25, 24-26        |
| Finale 3º posto - 7 ottobre 2018 PalaEvangelisti, Perugia | Sir Safety Perugia | 1 - 3 | Lube     | 25-16, 21-25, 23-25, 23-25 |

### Champions League

#### Fase a gironi
| 1ª giornata - 21 novembre 2018 PalaEvangelisti, Perugia       | Sir Safety Perugia | 3 - 0 | Dinamo Mosca       | 25-23, 27-25, 25-21        |
| 2ª giornata - 19 dicembre 2018 Salle Robert-Grenon, Tours     | Tours              | 1 - 3 | Sir Safety Perugia | 19-25, 25-16, 19-25, 25-27 |
| 3ª giornata - 15 gennaio 2019 Atatürk Voleybol Salonu, Smirne | Arkas              | 1 - 3 | Sir Safety Perugia | 10-25, 19-25, 25-22, 23-25 |
| 4ª giornata - 30 gennaio 2019 PalaEvangelisti, Perugia        | Sir Safety Perugia | 3 - 0 | Tours              | 25-20, 25-20, 25-19        |
| 5ª giornata - 13 febbraio 2019 Dvorec sporta Dinamo, Mosca    | Dinamo Mosca       | 1 - 3 | Sir Safety Perugia | 25-22, 21-25, 20-25, 23-25 |
| 6ª giornata - 27 febbraio 2019 PalaEvangelisti, Perugia       | Sir Safety Perugia | 3 - 1 | Arkas              | 25-21, 25-22, 25-27, 25-16 |

#### Fase a eliminazione diretta
| Quarti di finale (andata) - 14 marzo 2019 Complexe Sportif Rene-Tys, Reims    | Chaumont           | 2 - 3 | Sir Safety Perugia | 21-25, 31-29, 25-17, 19-25, 14-16 |
| Quarti di finale (ritorno) - 20 marzo 2019 PalaEvangelisti, Perugia           | Sir Safety Perugia | 3 - 0 | Chaumont           | 25-21, 25-16, 25-17               |
| Semifinali (andata) - 3 aprile 2019 PalaEvangelisti, Perugia                  | Sir Safety Perugia | 2 - 3 | Zenit-Kazan        | 22-25, 26-24, 25-27, 25-20, 13-15 |
| Semifinali (ritorno) - 10 aprile 2019 Centr volejbola Sankt-Peterburg, Kazan' | Zenit-Kazan        | 3 - 1 | Sir Safety Perugia | 22-25, 25-23, 25-23, 26-24        |

## Statistiche

### Statistiche di squadra
| Competizione        | Punti | In casa | In casa | In casa | In trasferta | In trasferta | In trasferta | Totale | Totale | Totale |
| Competizione        | Punti | G       | V       | P       | G            | V            | P            | G      | V      | P      |
| ------------------- | ----- | ------- | ------- | ------- | ------------ | ------------ | ------------ | ------ | ------ | ------ |
| Superlega           | 67    | 21      | 19      | 2       | 18           | 10           | 8            | 39     | 29     | 10     |
| Coppa Italia        | -     | 1       | 1       | 0       | 0            | 0            | 0            | 3      | 3      | 0      |
| Supercoppa italiana | -     | -       | -       | -       | -            | -            | -            | 2      | 0      | 2      |
| Champions League    | 18    | 5       | 4       | 1       | 5            | 4            | 1            | 10     | 8      | 2      |
| Totale              | -     | 27      | 24      | 3       | 23           | 14           | 9            | 54     | 40     | 14     |

G = partite giocate; V = partite vinte; P = partite perse